# Eulosellia
× Eulosellia, (abreviado Eusl) en el comercio, es un híbrido intergenérico entre los géneros de orquídeas Ansellia × Eulophia. Fue publicado en Orchid Rev.  115(1276, Suppl.): 18 (2007).